# Filibuvir
Filibuvir (còn được gọi là PF-00868554, PF-868554) là một chất ức chế không chứa nucleoside  NS5B do Pfizer phát triển để điều trị viêm gan C. Nó liên kết với túi allosteric Thumb II không xúc tác của NS5B virus polymerase và gây ra sự giảm tổng hợp RNA của virus. Nó là một chất ức chế mạnh và chọn lọc, với IC50 trung bình 0,009 M so với polymerase genotype 1. Một số đột biến kháng filibuvir đã được xác định, M423 là phổ biến nhất, xảy ra sau khi đơn trị liệu bằng filibuvir. Nó được dự định thực hiện hai lần mỗi ngày.
Cuộc điều tra của nó đã bị ngừng vào tháng 2 năm 2013 vì lý do chiến lược.